# Episodi di Blue Jeans (terza stagione)
La terza stagione della serie televisiva Blue Jeans, composta da 23 episodi, è andata in onda negli Stati Uniti sul canale ABC dal 3 ottobre 1989 al 16 maggio 1990.
| n° | Titolo originale                     | Titolo italiano    | Prima TV USA     | Prima TV Italia |
| -- | ------------------------------------ | ------------------ | ---------------- | --------------- |
| 1  | Summer Song                          |                    | 3 ottobre 1989   |                 |
| 2  | Math Class                           |                    | 10 ottobre 1989  |                 |
| 3  | Wayne on Wheels                      |                    | 24 ottobre 1989  |                 |
| 4  | Mom Wars                             |                    | 31 ottobre 1989  |                 |
| 5  | On the Spot                          |                    | 7 novembre 1989  |                 |
| 6  | Odd Man Out                          |                    | 14 novembre 1989 |                 |
| 7  | The Family Car                       |                    | 21 novembre 1989 |                 |
| 8  | The Pimple                           |                    | 28 novembre 1989 |                 |
| 9  | Math Class Squared                   |                    | 12 dicembre 1989 |                 |
| 10 | Rock 'n' Roll                        |                    | 2 gennaio 1990   |                 |
| 11 | Don't You Know Anything About Women? | Chi dice donna...  | 16 gennaio 1990  |                 |
| 12 | The Powers That Be                   |                    | 23 gennaio 1990  |                 |
| 13 | She, My Friend and I                 | Il triangolo       | 6 febbraio 1990  |                 |
| 14 | St. Valentine's Day Massacre         | Messaggero d'amore | 13 febbraio 1990 |                 |
| 15 | The Tree House                       |                    | 20 febbraio 1990 |                 |
| 16 | Glee Club                            |                    | 27 febbraio 1990 |                 |
| 17 | Night Out                            | La stanza proibita | 13 marzo 1990    |                 |
| 18 | Faith                                | Fede               | 27 marzo 1990    |                 |
| 19 | The Unnatural                        | Il baseball        | 17 aprile 1990   |                 |
| 20 | Good-bye                             | L'ultima lezione   | 24 aprile 1990   |                 |
| 21 | Cocoa and Sympathy                   | Cacao e simpatia   | 1º maggio 1990   |                 |
| 22 | Daddy's Little Girl                  | La piccola di papà | 8 maggio 1990    |                 |
| 23 | Moving                               | Il trasloco        | 16 maggio 1990   |                 |